# Necromancy
Pour plus de détails, voir Fiche technique et Distribution.
Necromancy est un film américain d'horreur réalisé par Bert I. Gordon, sorti en 1972.

## Fiche technique
- Titre : Necromancy
- Réalisation : Bert I. Gordon
- Scénario : Bert I. Gordon
- Pays d'origine :  États-Unis
- Langue originale : Anglais
- Genre : Horreur
- Durée : 83 minutes
- Date de sortie : 1972

## Distribution
- Orson Welles : Mr. Cato
- Pamela Franklin : Lori Brandon
- Lee Purcell : Priscilla